# Gnamptogyia
Gnamptogyia là một chi bướm đêm thuộc họ Erebidae.